# Германский крестовый поход
Еврейские погромы во время Первого крестового похода, также известные как Германский крестовый поход (ивр. גזירות תתנ"ו‎, гзиро́т татна́в (Погромы 4856 года) — ранний этап Первого крестового похода, в котором толпы французских и немецких крестьян, обедневших рыцарей, нищих и бродяг устроили в 1096 году погром еврейских общин Европы. Занимает важное место в современной еврейской историографии и рассматривается как первый пример вспышки массового народного антисемитизма, с тех пор распространявшегося всё шире и приведшего в итоге к Холокосту.

## Предыстория
Хотя антисемитские настроения существовали в Европе столетиями, большого размаха действий в отношении евреев католиками не предпринималось с массовых изгнаний и принудительных крещений VII века. Беспорядки в Меце в 888 году не получили большой известности в своё время. В 992 году в синагогу Лиможа с целью очернить евреев было подброшено чучело городского правителя, и поскольку народ верил в иудейскую магию, еврейская община города оказалась в серьёзной опасности. Ещё значительнее стали антиеврейские выступления в 1000 году во время празднования тысячелетней годовщины Рождества Христова, после которого ожидалось Второе пришествие Спасителя, и угроза изгнания евреев из Трира в 1066 году, которая не была приведена в исполнение из-за частых гражданских беспорядков и неустойчивости власти. Историками все эти случаи рассматриваются как традиционные формы объявления еврейских общин вне закона властями, а не результат нападения разнузданной толпы.
В Испании с VIII века шла Реконкиста, где христиане находились в состоянии нескончаемой войны с мусульманами из Африки, захватившими к тому времени почти весь Пиренейский полуостров. Несмотря на то что зачастую причиной сражений оказывалась обыкновенная политическая борьба за власть, иногда эти столкновения разрастались до масштаба настоящих религиозных войн. Рыцари, приходившие в Испанию из-за Пиренеев, охотно давали выход своему долго сдерживаемому религиозному пылу и убивали евреев наряду с мусульманами. Это настолько выходило за рамки обычных военных эксцессов, что в 1063 году папа Александр II выпустил буллу с предупреждением против нападений на евреев, адресованную «всем епископам Испании», а также архиепископу и виконту Нарбонны. Также церковью были пресечены принудительные крещения евреев королями Робертом II во Франции и Генрихом II в Германии в 1007—1012 годах. В этих случаях местное население оставалось пассивным, предоставляя властям самим рассчитываться с евреями.
Страсти разгорелись снова в ноябре 1095 года с призывом отвоевать Святую землю у неверных, изданным папой римским Урбаном II на Клермонском соборе, который в том числе призывал покарать мечом не только мусульман, но и всех, кто исповедовал любую другую религию, отличную от христианства. Проповеди папы и других церковников легли на благодатную почву, так как идеи крестового похода уже были популярны среди народа в западноевропейских государствах (первые еврейские общины Франции были атакованы ещё в июне и июле 1095 года), и вызвали массовый религиозный психоз среди населения. Вскоре весть о походе на Восток распространилась по всей Западной Европе, в основном на территориях с франкоязычным населением, к западу от Рейна, и стали возникать ополчения, чей поход обычно называют Крестьянским крестовым походом.
Массы людей под предводительством местных лидеров — бедных рыцарей или даже крестьян — собирались на севере Восточной Франции, в Лотарингии, Фландрии и самой Германии, особенно в западной её части. Среди разношерстной публики, составлявшей эти ополчения, выделяется фигура Петра Пустынника, монаха-отшельника, который объявил себя провозгласителем крестового похода, как только до него дошли первые известия о Клермонском соборе. Из Франции он прибыл в Германию, проповедуя в прирейнских областях, и со временем в глазах масс превратился в пророка.
Общественное настроение очень быстро вышло из-под контроля церкви и стало неуправляемым. Еврейские хроники тех времён указывают на то, что после проповеди папы и призыва к походу в Святую землю в городах Франции и Германии начали разноситься призывы убивать евреев, которые были восприняты не меньшими врагами, чем мусульмане, за вину в распятии Христа и неприятие христианской веры. О наступивших настроениях можно судить по словам французского герцога Готфрида Бульонского, одного из лидеров Первого крестового похода, который поклялся «пойти в этот поход только после отмщения крови распятого пролитием крови еврейской, полным искоренением тех, кто называются евреями, таким образом смягчив гнев Божий». По словам хроники Сигеберта из Жамблу, «пока евреи не крестятся, не сможет разразиться война во славу Господа. Тех, кто откажется, нужно лишить своих прав, убивать и изгонять из городов».
Также многие христиане вместо того, чтобы уезжать за тысячи километров ради борьбы с неверными, предпочли сперва разобраться с неверными среди них — европейскими евреями. Это подтверждается в записях Соломона бар Самсона, известного еврейского хрониста тех времён: «…проходя через места, где жили евреи, сказали один другому: вот мы идем в дальний путь искать дом позора и мстить исмаильтянам, а вот евреи, живущие среди нас, отцы которых убили его и распяли его ни за что. Отомстим-ка им сначала, и истребим их из народов, и не будет помянуто больше имя Израиля, или будут как мы и признают сына злоумышления».
Более практичной причиной погромов стала отчаянная нужда крестоносцев в деньгах, а рейнландские еврейские общины были богатыми и преуспевающими, что было вызвано их изоляцией и разрешением властей заниматься ростовщичеством (в то время как католикам делать это было запрещено). Нападения на евреев стали простейшим способом разбогатеть — будь то путём прямого грабежа или за счёт выкупа, который были вынуждены платить попавшие в беду общины. Многим крестоносцам пришлось впасть в долги перед еврейскими ростовщиками ради приобретения оружия и другого снаряжения для похода, таким образом, убийства и грабёж евреев обосновывались святыми целями.
В результате император Генрих IV приказал всем герцогам и епископам защищать евреев от крестоносцев. На начальном этапе Готфрид Бульонский под давлением императора был вынужден отказаться от клятвы. Также и Петр Пустынник, войдя со своим отрядом в Трир в апреле 1096 года, не вёл антиеврейской агитации и ограничился взиманием дани с еврейской общины. Всё изменилось, когда после его ухода в рейнскую область хлынули крестьянские массы и городская чернь из Франции. Городским и церковным властям было не под силу удержать их от насилия.

## Обзор событий
После первых сборов и организации было создано пять ополчений, которые отправились одно за другим из Франции на Восток, в германские земли; по пути к ним присоединялись маленькие отряды и немногочисленные рыцари. Основное ополчение под предводительством Петра Пустынника выступило в начале марта из Франции, и 12 апреля проповедник установил свою кафедру в Кёльне. На пути в Кёльн к нему присоединились несколько французских рыцарей, в том числе семья Пуасси, одному из членов которой, Вальтеру Голяку, предстояло сыграть важную роль в крестьянском походе. 20 апреля Петр во главе самого большого ополчения отправился на юг вслед за меньшим отрядом, вышедшим раньше под предводительством Голяка.
Еврейские общины прирейнских районов были предупреждены о надвигающейся опасности французскими евреями, которые снабдили Петра письмом для общины города Трира. В нём предписывалось «обеспечивать Петра провиантом всюду, где его путь будет проходить через еврейское поселение», а Петр взамен должен был «отзываться о евреях благосклонно, ибо он монах и к его словам прислушиваются». Община Майнца, а вслед за ней и другие, объявила общественный пост и установила молитвы, надеясь избежать горькой участи.
После того как ополчения выступили из Кёльна, в городе остались в основном французские войска во главе с неким Фолькмаром или Фулькером, рыцарем и бывшим монахом. Возможно, это были те же люди, которые ранее устроили погромы во Франции, но точных сведений об этом нет. Через несколько дней после ухода Петра Пустынника Фолькмар двинулся в Чехию, и во второй половине мая его войска прибыли в Прагу. Чешский князь Бржетислав II воевал в то время в Польше, городом управлял епископ Козьма. Фолькмар поставил местную еврейскую общину перед выбором: крещение или смерть. Многие члены общины были убиты, многие другие были заставлены креститься. Епископ, пытавшийся спасти евреев, ничего не мог предпринять против вооружённой силы крестоносцев.
В это же время начались страшные погромы в рейнских городах, во главе которых стоял влиятельный французский виконт Гийом ле Шарпантье по прозвищу Вильям Плотник. 3 мая его войска вошли в Шпайер, где 9 мая толпа схватила десятерых евреев, привела в церковь и хотела насильно крестить. После отказа все были убиты. Остальную общину спасло вмешательство епископа Иоганна, который явился со значительной военной силой, подавил восстание и наказал некоторых из зачинщиков, приказав отрубить им руки. Потом он собрал евреев в своём замке, где они скрывались всю неделю, пока погромщики бесновались в городе.
18 мая эти же войска прибыли в Вормс. Разнесся слух, что евреи убили христианина, чтобы при помощи трупа отравить городские колодцы. Здешний епископ пытался поначалу защитить общину, укрыв её в крепости, однако через неделю сообщил членам общины, что больше не может выдерживать осаду толпы. После этого 24 мая начался грабёж и сожжение еврейских домов и синагог, а 31 мая началась резня. 800 евреев были убиты. Большинство выживших во время Вормсской резни, поставленных перед выбором «крещение или смерть», предпочли покончить жизнь самоубийством, крещение выбрали лишь немногие.
После этого Шарпантье и его люди пошли в Майнц, где встретились с графом Флонхайма, Эмихо Лейнингеном, владетельным немецким аристократом, который утверждал, что в божественном откровении получил приказ: привести евреев к крещению или уничтожить их. В Майнце 1300 евреев за большую плату были укрыты местным епископом Рутхардом, родственником Эмихо, а множество горожан во главе с бургомистром, гвардией епископа и вооружёнными еврейскими отрядами встали на пути первых волн погромщиков. Несмотря на это, армия из 10 000 мужчин, женщин и детей, пришедшая в город под предводительством Шарпантье и Эмихо, овладела замком епископа и учинила резню, убивая всех, кто отказывался изменить своей вере, причём при погроме часть города загорелась. Из всей общины только 60 самым богатым евреям удалось выехать из города, но позже они были пойманы и убиты.
После погромов в Майнце армия Эмихо ушла на юг, через Вюрцбург и Нюрнберг, и 10 июня прибыла в Регенсбург, где часть еврейской общины была уничтожена, а часть насильно крещена, после чего крестоносцы продолжили свой путь к границе Венгрии.
Тем временем в Кёльн пришли новые ополчения, состоящие из англичан, фламандцев и лотарингцев, которые также не желали отказываться от своей добычи. Погром начался вечером праздника Пятидесятницы грабежами и сожжением еврейских священных книг. Архиепископ города, Герман III, вместе с горожанами пытался спрятать евреев, а затем распределил их по близлежащим деревням. Около трёх недель беженцам удавалось скрываться, но 24 июня евреи были обнаружены в Нойсе, днём позже — в Вевелингховене, а 30 июня — в Мёрсе. Все, кто отказался креститься, были убиты.
Вскоре резня распространилась ещё шире. По описаниям хроник, преследования охватили не только Германию и Францию, но и перекинулись также в Северную Италию, где сохранилось имя как минимум одного мученика, Моше из Павии. Давид Ганс, знаменитый еврейский историк и астроном XVI века, пишет, что «в тот год волна погромов и преследований прокатилась по всей Германии, Франции, Италии, Испании, Англии, Венгрии и Богемии. Эти преследования были беспрецедентны по своей жестокости».
За май и июнь 1096 года в погромах погибли от 5000 до 12 000 евреев, немалая часть которых сами предпочли умереть, но не отказаться от своей веры.

## Поведение евреев во время погромов
Поначалу рейнские общины, которым долго удавалось избегать открытых нападений, убаюкивали себя уверенностью, что «с ними этого случиться не может». Очевидно, они были введены в заблуждение и считали, что подобно евреям во Франции им придётся только обеспечить проходящих крестоносцев провиантом и прочими запасами, и с готовностью приняли на себя это дополнительное бремя. Так, старейшины Майнца писали: «Что же касается нас, у нас нет повода для опасений. У нас даже слухи не ходят о каких-либо задуманных преследованиях или о мече, занесенном над нашими головами». Рейнские евреи не сразу поняли, что на этот раз им придётся иметь дело не с каким-то единым руководством, а со стихийно возникающими разрозненными бандами. Иной раз им удавалось откупиться и отряды проходили, не причиняя евреям вреда, но идущие вслед за ними не считали себя обязанными следовать их примеру.
После того как евреи осознали, что их выбор — крещение или смерть, во многих местах началось ритуальное самоуничтожение, вдохновлённое еврейскими мучениками прошлого. Подобные акты героизма совершались как ритуальное убийство, специальными ножами, заточенными в соответствии с еврейским законом об убиении жертвенных животных. Евреи убивали себя, свои семьи и даже маленьких детей и младенцев, чтобы те не стали христианами. В некоторых случаях признанные мудрецы общины следили за этими массовыми убийствами и уходили из жизни последними, покончив с собой.
Не все в гонимых общинах кончали жизнь самоубийством. Многие погибли от руки нападающих, не имея возможности присоединиться к акту самоуничтожения. Другие падали духом, в последний момент отказываясь от самоубийства, и были убиты погромщиками. Третьи уступали и принимали крещение, дабы сохранить себе жизнь. Многих физически принуждали креститься — по рассказам, евреев Мерса заперли на ночь и тщательно охраняли, чтобы они не смогли покончить с собой, а утром насильно поволокли к крещенской купели.
Большинство крестившихся со временем вернулось к своей вере. В частности, так поступила община Регенсбурга, где во время погрома толпа с благословения местных церковных чинов крестила евреев в Дунае. После того как крестоносцы покинули эту местность, община вернулась к исповедованию иудаизма. Германский император Генрих IV, находившийся в конфронтации с Ватиканом, объявил насильственное крещение недействительным и разрешил обращённым, не скрываясь, вернуться в иудаизм.
По словам монаха-хрониста Эккехарда из Ауры, крестоносцы «либо совершенно уничтожали безбожнейшие остатки иудеев, как истинно внутренних врагов церкви, по городам, через которые проходили, либо вынуждали их искать спасения в крещении; однако очень многие из тех впоследствии вновь вернулись к иудаизму…». Далее в своей «Всеобщей хронике» Эккехард сообщает о том, что «император Генрих, вернувшись из Италии, пришёл в Регенсбург, город в Баварии, и, пробыв там какое-то время, разрешил евреям, которые вынуждены были креститься, иудейское вероисповедание», а под 1098 годом дополняет, что «после того как в Майнце императором было проведено расследование о состоянии убитых евреев, среди прочих, которые их грабили, были обвинены некоторые из родственников архиепископа».
Евреи, не прошедшие крещение, тепло приняли вернувшихся. Раши, крупный еврейский общественный деятель того времени, не только разрешил евреям пить сделанное ими вино, но также позволил им исполнять ритуальные функции коэнов. В целом в памяти потомков остался только беспримерный героизм мучеников, чьи подвиги превозносились во множестве стихов, большинство которых включены в постоянную литургию в европейских синагогах.

## Отношение церкви к погромам
Практически везде, за исключением Шпейера, церковные иерархи принимали сторону евреев. Официальная позиция церкви того времени, основываясь на писаниях IV—VI веков, гласила, что положение евреев в обществе и само их существование являлись «свидетельством веры», которое подтверждало правоту христианства. Считалось, что в будущем евреям предстояло признать Христа, которого они когда-то отвергли, и в конце дней добровольно принять крещение. Теологи спорили о том, имеют ли насильственно крещённые евреи право вернуться к иудаизму после того, как они прошли таинство крещения, сверхъестественное действие которого практически неподвластно человеку.
Как бы то ни было, в соответствии с упомянутой позицией убийство евреев запрещалось церковью. Это подтверждается хронистом Гюго из Флавиньи: «Просто поразительно, что в один и тот же день в совершенно разных местах могли произойти такие побоища. Резали и убивали в едином диком порыве, несмотря на то, что это осуждалось как поступок, несовместимый с религией. Очевидно, что побоища нельзя было предотвратить, несмотря на страх отлучения от церкви, налагаемого многими священниками на тех, кто запятнал руки кровью, равно как и на угрозу наказания, исходящую от многих светских правителей».
Можно также предположить, что в основе церковной позиции лежали земные интересы, то есть необходимость защитить важный источник доходов епископов, управлявших городами.